# او-۵ (کریگس‌مارینه)
او-۵ (به آلمانی: U 5) یک او-بوت نوع ۲آ کریگس‌مارینه در رایش سوم بود.